# Gourette
Gourette (en occitan béarnais : Goreta) est une station de sports d'hiver des Pyrénées françaises, située, à 1 400 mètres d'altitude, dans le département des Pyrénées-Atlantiques en région Nouvelle-Aquitaine.
Elle fait partie de la commune des Eaux-Bonnes. Sur la route du col d'Aubisque, elle offre un domaine skiable de 140 hectares de superficie pour 42 km de pistes balisées. Le domaine s'étend entre 1 350 et 2 450 mètres d'altitude. Il fait partie du regroupement de stations N'PY.

## Historique

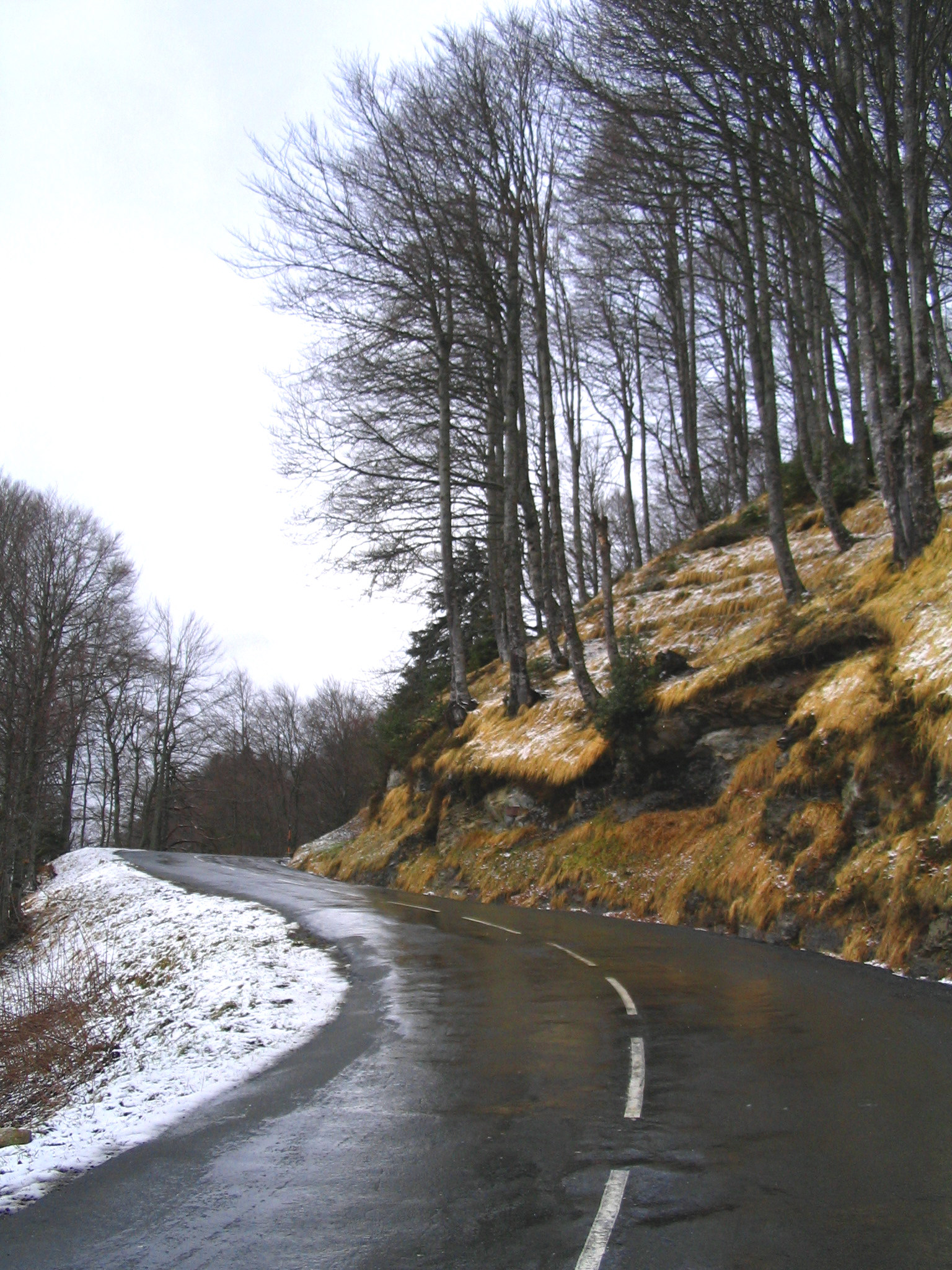
La Route thermale entre Gourette et le col d'Aubisque

Le site de Gourette se situe sur la route thermale des Pyrénées, ouverte sous l'impulsion de Napoléon III et de l'Impératrice Eugénie à partir de 1859 pour relier les Eaux-Bonnes et Bagnères-de-Bigorre par les cols d'Aubisque et du Soulor.

### Le paysage des mines
En 1881, le conseil municipal des Eaux-Bonnes, entrevoyant une nouvelle source de revenus pour la commune, autorise les fouilles sur le site de Gourette. L’exploitation du minerai aurifère et argentifère découvert est confiée à la Société des Mines d’Arre.

Durant l’hiver 1882-1883, 33 ouvriers hivernent à 2 100 m d’altitude pour creuser les galeries. Le 18 novembre 1882 une avalanche emporte leur baraquement, faisant 16 morts dont 13 Italiens. Le gisement d’Arre est abandonné 3 ans plus tard au profit du gisement du lac d'Anglas.

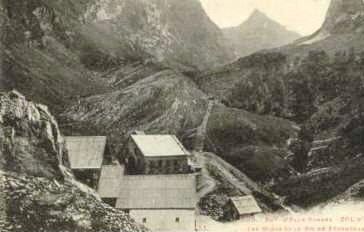
Les mines et le chemin de fer aérien en direction du pic des Bécottes, vers 1910.

En 1890, une centaine de mineurs travaille à l’exploitation des divers gisements. Une voie ferrée a été construite pour évacuer le minerai et un chemin de fer aérien le descend sur 3 km le long de la haute vallée du Valentin jusqu’au cirque de Gourette. Une quarantaine de tonnes de minerai est triée et concassée chaque jour sur le site de Gourette avant d’être transférée à Laruns par tombereaux. De là, le minerai embarque en chemin de fer pour Bayonne, l’Angleterre ou l’Espagne. 3 720 tonnes de minerai seront exportées en 1888 qui restera de loin la meilleure année. Les mines resteront exploitées de manière épisodique jusqu’en 1916.

### Gourette et le ski

#### Au tournant du siècle: le temps des pionniers
Un matin de novembre 1903, Henri Sallenave (1881-1953), frère du futur maire de Pau, fixe à ses pieds les deux longues planches de frêne aux bouts recourbés qu’il a reçues quelques jours auparavant de la Manufacture de Saint-Étienne. Sur le plateau enneigé de Gourette, seuls les toits des cabanes de bergers et les ateliers de la mine émergent du manteau neigeux. Pour la première fois dans les Pyrénées, et après un essai sur les pentes du plateau du Bénou, il introduit un jeu qui va bouleverser l’économie de la montagne : le ski.
Au début du XXe siècle, la mode des sports d’hiver se développe. La commune des Eaux-Bonnes y voit une opportunité à saisir. Ainsi, les 15 et 16 février 1908, y est organisé le premier concours international de ski des Pyrénées. Les 20 et 21 février 1909, le roi d'Espagne Alphonse XIII y assiste. En 1910, la commune partage avec Cauterets le championnat de France de ski. Une piste de ski, une patinoire et un tremplin de saut sont construits pour l'occasion,,.

#### Les années 1930: naissance d'une station de montagne

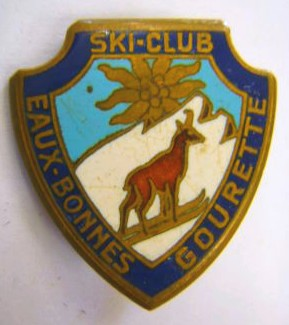
Insigne du ski-club, vers 1930.

Avec le revêtement de la route en 1930, l’électricité et le téléphone amorcent le développement de la station. Les premiers paravalanches sont construits, sécurisant l’accès et les premières lignes d’autocars régulières relient Gourette à Laruns, Pau et même Bordeaux.
L’ouverture du premier chalet-hôtel de Gourette, avec chauffage central, est un événement. Plus besoin pour les skieurs de descendre dormir aux Eaux-Bonnes ou à Pau. Il est rapidement monopolisé par une clientèle bordelaise aisée qui va entretenir la renommée de la station.
L'Hôtel de l’Aubisque, l'Edelweiss, le Chalet de l’Amoulat s'installent à sa suite, monopolisant les meilleurs points de vue.

#### Le développement touristique de la fin duXXesiècle
L'importation brutale, à la fin des années 1960, du modèle urbain de la Résidence du Valentin a fait surgir au milieu du cirque naturel un complexe parking/dalle piétonne/commerces/logements qui a figé le modèle d’urbanisation de la station. Le site vallonné fut à cette occasion aplani et le torrent du Valentin canalisé. Avec l'affluence de touristes qui découle du développement de la station, elle dispose aussi d'une gendarmerie, d'un cinéma, et de la chapelle Notre-Dame des Neiges.
La station, passée depuis les années 1970 de la première à la cinquième place des stations pyrénéennes, souffre des défauts communs à beaucoup de sites touristiques urbanisés dans les années 1970. Des investissements irréguliers conjugués avec l’absence d’entretien du patrimoine immobilier ont fait ressortir l'indigence architecturale de la plupart des bâtiments et la pauvreté de l’insertion au site.
La station comporte également une trop forte proportion de studios mal équipés et mal isolés, inadaptés à la nouvelle demande.

#### Les années 2000: nouvelle ère

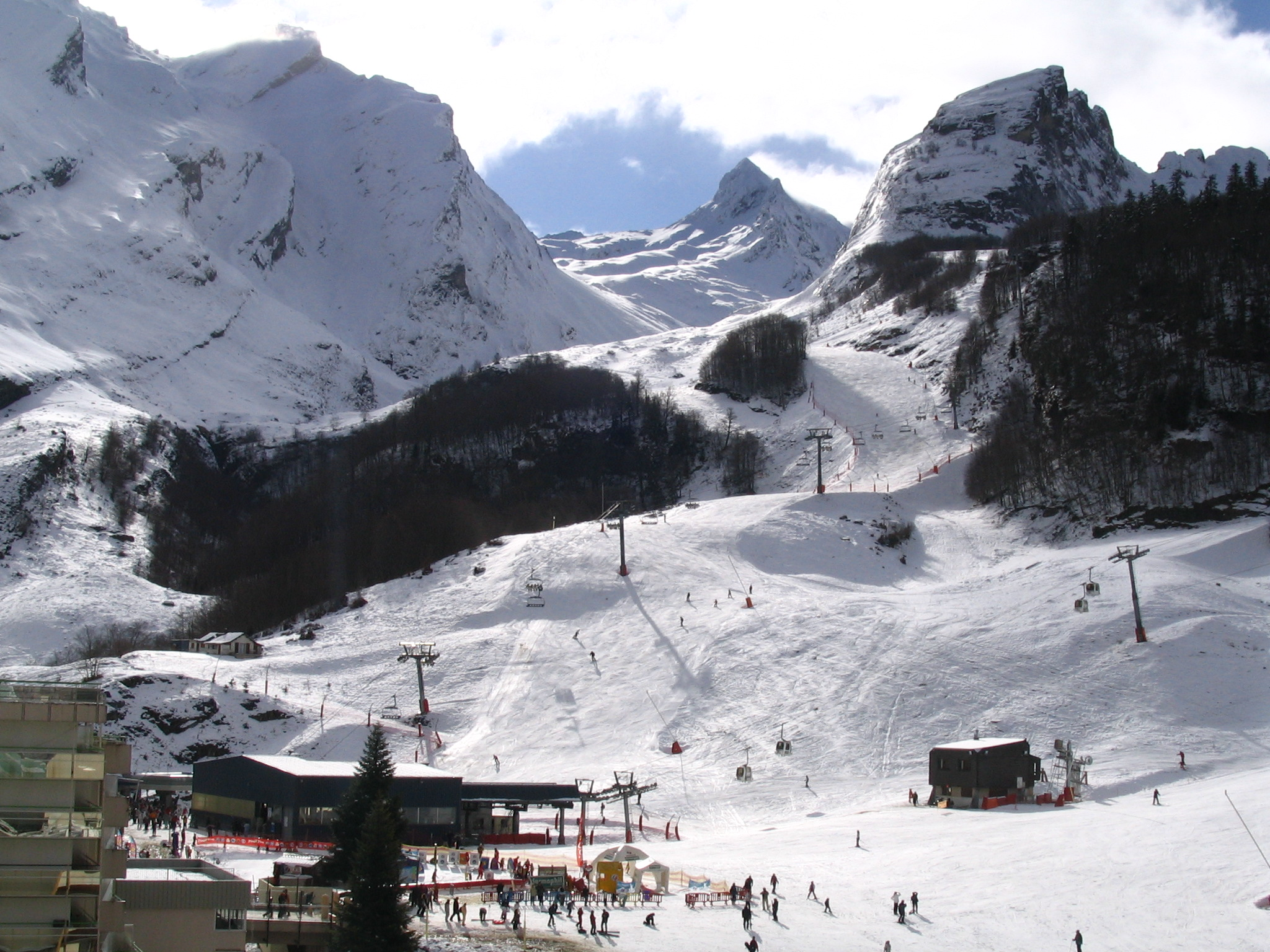
La station investit massivement depuis 2001 pour améliorer son image et ses capacités d'accueil.

Consciente de ses faiblesses, la station s’est lancée en 2000 dans une ambitieuse politique de reconquête :
- Rénovation et remplacement des remontées mécaniques, extension de la neige de culture avec la création de nouveaux réservoirs et l’implantation d’enneigeurs[6]
- Aide à la rénovation du parc immobilier
- Amélioration de la circulation et du stationnement
- Plan de reboisement et de restauration de l’environnement : Le début du reboisement de Gourette date de 1887, il a permis la constitution du massif boisé au sud de la station et la protection contre les coulées de neige. Le reboisement s’est amplifié ces dernières années afin de rééquilibrer l’écosystème du site et mettre davantage en valeur la montagne.

L'année 2001 est vécue comme le symbole de la renaissance : le Conseil général des Pyrénées-Atlantiques investit plusieurs millions d'euros dans la modernisation des installations (démontage d'anciennes remontées, construction de nouvelles, reprofilage des pistes...), permettant un rajeunissement complet pour de meilleures conditions de glisse. En 2004, la station vit le chantier d'été le plus important de France avec la suppression de 100 pylônes, la construction de 4 remontées mécaniques ainsi que le reprofilage complet du bas de la station.

#### La crise des années 2010
Dans les années 2010, la station continue d'innover avec la création de nouvelles pistes, et la création d'une nouvelle remontée permettant de relier la station au parking du Ley situé en contrebas dans la vallée. La place Sarrière, situé au centre du village est remodelée et intégrée au front de neige. Cependant, la station connaît le 1er février 2015 une importante avalanche emportant la station départ de la remontée mécanique des Fontaines de Cotch ainsi qu'un générateur électrique. En conséquence, 75% des remontées de la station sont sans électricité. La disparition de cette remontée, dans un contexte général où la fréquentation touristique de Gourette diminue fortement déclenche ainsi de nouvelles réflexions sur l'avenir de la station et la mise en valeur d'actuels et de nouveaux domaines, tel le secteur d'Anglas, ou même la liaison avec la station voisine d'Artouste porté notamment par une association locale,,. Au cœur du bourg, la station est aussi sujette à des préoccupations dues à son vieillissement, ainsi les bâtiments des résidences du Valentin sont rénovées alors que la plateforme, cœur touristique de la station connaît une dégradation rapide en raison d'un manque d'entretien.

#### Restructurations en projet
Pour faire face aux problèmes de diminution de la fréquentation et du vieillissement de la station, ainsi que ceux liés au réchauffement climatique, le département des Pyrénées-Atlantiques engage en 2020 un projet de restructuration de Gourette. Celui-ci a commencé par le réaménagement et reprofilage du secteur débutant de Bézou, et le démontage de la remontée télécabine des Bosses permettant d'ouvrir le panorama du front de neige. Le projet porté à 27 millions d'euros restructure la station en installant un second front de neige vers 1500-1600m d'altitude afin de prendre en compte les aléas liés au réchauffement climatique, et permettre ainsi à Gourette de continuer à fonctionner avec peu de neige. Ainsi, plusieurs remontées (télésièges ou téléskis) sont prévus d'être démontées pour être en conformité avec le projet dont le terme est prévu pour 2025. Il ne fait pas pour autant l'unanimité, notamment avec le démontage du télésiège débrayable de Cotch, permettant la liaison entre Gourette et le haut de la station.

## Géographie
Gourette se situe en Haut-Béarn, en Vallée d'Ossau, et au sein de celle-ci dans la vallée du Valentin. Ce ruisseau prend sa source au lac d'Uzious et rejoint le gave d'Ossau à Laruns.

### La station de ski
La station de ski de Gourette est implantée au sein du cirque du même nom. Le plus haut sommet l'environnant est le pic de Ger (2 613 m), aussi d'autres sommets entourent la station : la Pène des Bassibes de Bouy, les Coutchets, le Rognon de Ger, le pic d'Amoulat, la Pène Blanque, l'Arre Sourins, la Hourquette d'Arre, le Géougue d'Arre, la Pène Médaa, la Pène Sarrière, le pic Sanctus, le pic de Louesque, le pic des Bécottes, l'Esquerra, la Latte de Bazen, le Téton de Tortes, le Capéran de Tortes et le Géougue de Tortes.
Elle est organisée en quatre secteurs et un front de neige :

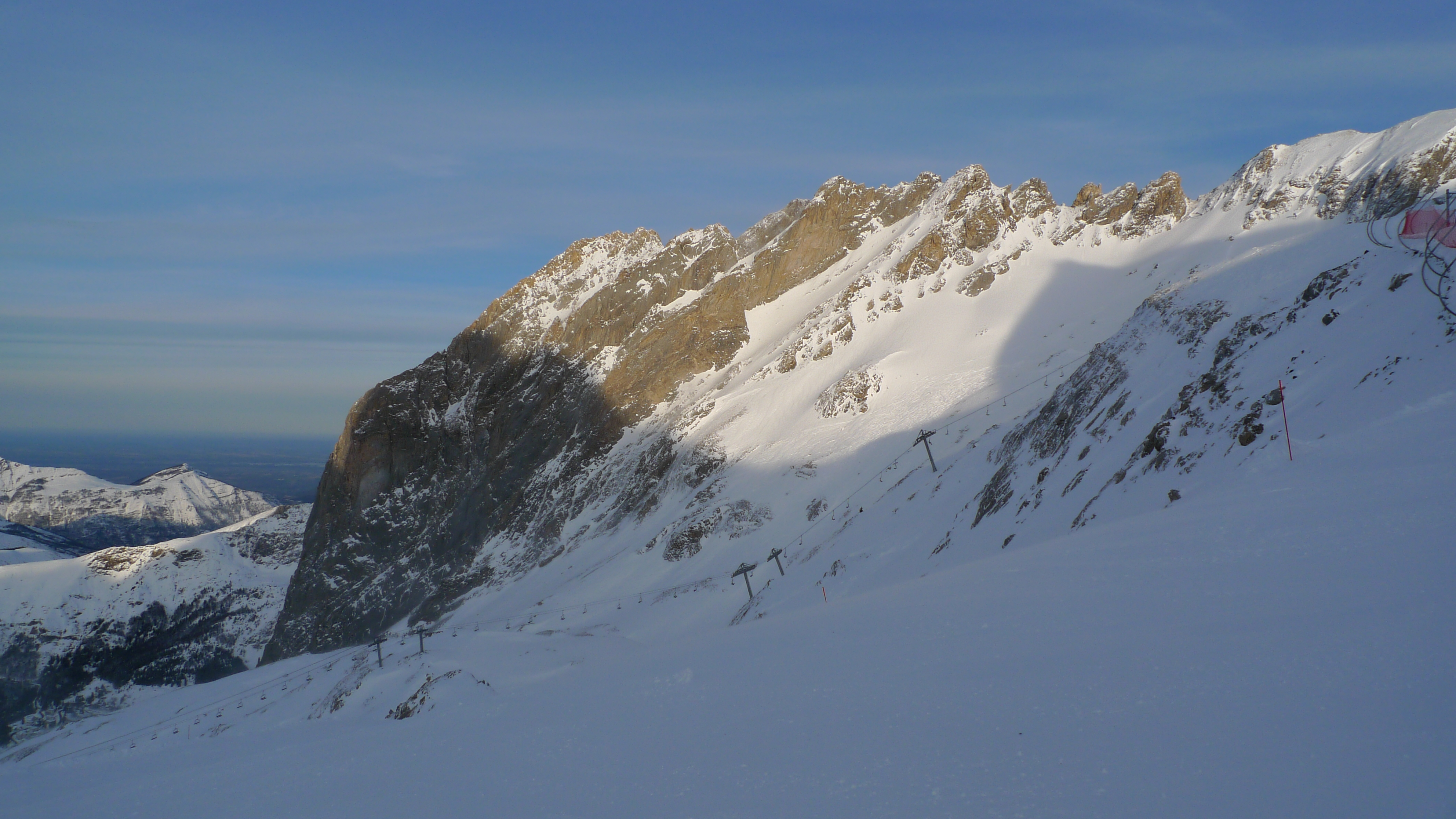
La Pène Médaa, dans le secteur Pène Blanque

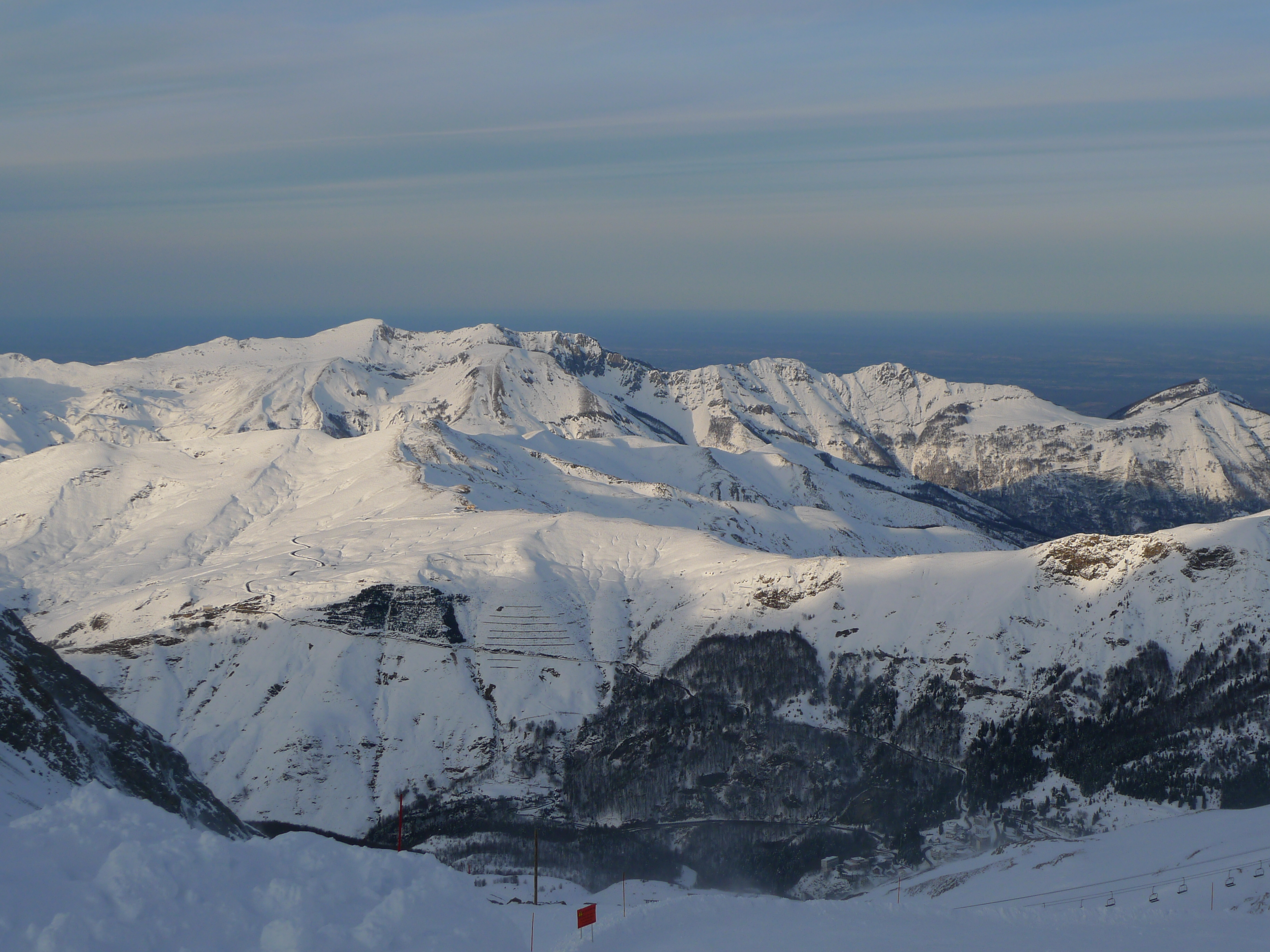
Vue sur le massif du Moulle de Jaout depuis le haut de la station

- Le secteur Pène Blanque est l'un des deux secteurs avec Cotch situés en haut de la station de Gourette. Il évolue entre les pic de Ger, pic d'Amoulat, Pène Médaa et Pène Blanque. Ce secteur est constitué de pistes rouges et noires, pour utilisateurs confirmés, et est le plus enneigé. En effet, il détient le sommet de la station avec 2 450 m d'altitude.
- Le secteur Cotch est le second secteur sommital de Gourette. Il évolue entre la Pène Médaa et la Pène Sarrière. Le point le plus haut était situé à 2 124 m d'altitude avant la destruction du télésiège des Fontaines de Cotch à cause d'une avalanche en 2015[7]. Depuis, il est situé à 2 060 m d'altitude. Ce secteur est dédié à un ski confirmé et de niveau intermédiaire, étant constitué de pistes bleues, rouges et noire. Il est boisé en sa partie inférieure. C'est aussi ici que se situent un snow park, et un terrain de vélo-cross pour les activités estivales.

- Le secteur du plateau a la particularité d'être boisé et situé en altitude intermédiaire dans la station. Y sont localisés un restaurant d'altitude, et un rail park. Ce secteur est aussi l'un des points de jonction de la plupart des pistes de ski, recevant celles des secteurs de Bézou, Cotch et Pène Blanque.
- Le secteur Bézou est le secteur peu boisé dédié aux débutants et pratiques ludiques. Outre des pistes vertes et bleues, y sont localisés un restaurant d'altitude, un espace luge, et un circuit nordique relié au bas de la station.
- Le front de neige et les pistes retour station sont situées sur la partie inférieure de la station. C'est un secteur très boisé où toutes les pratiques de ski et de randonnée nordique y sont possibles : y sont localisées des pistes rouges, bleues et vertes, ainsi que le bas du parcours nordique. À noter la particularité de la piste verte "La balade" cheminant au sein des bois en position légèrement à l'écart des grands axes de la station. Toutes les secteurs de la station convergent vers le front de neige, espace large débouchant sur l'esplanade du Valentin et la place Sarrière, cœurs touristiques de la station de Gourette.

### Sentiers de randonnée

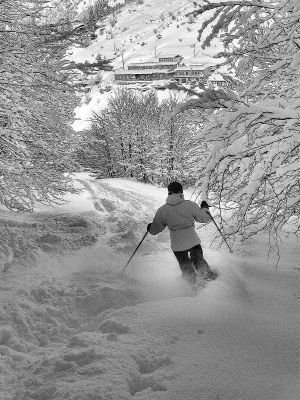
La station de Gourette offre des secteurs très boisés

À partir de Gourette, des départs de randonnée amènent notamment par le GR10 aux lac d'Anglas, lac d'Uzious, lac du Lavedan, lacs de Louesque, et la vallée du Soussouéou d'un côté, les cols de Tortes, d'Aubisque et du Soulor, et la vallée de l'Ouzom de l'autre. D'autres sentiers secondaires amènent en direction des Eaux-Bonnes, ou sur le domaine skiable menant au col d'Anglas en passant par les lacs du Plaa Ségouné et le lac de la Cinda Blanque.

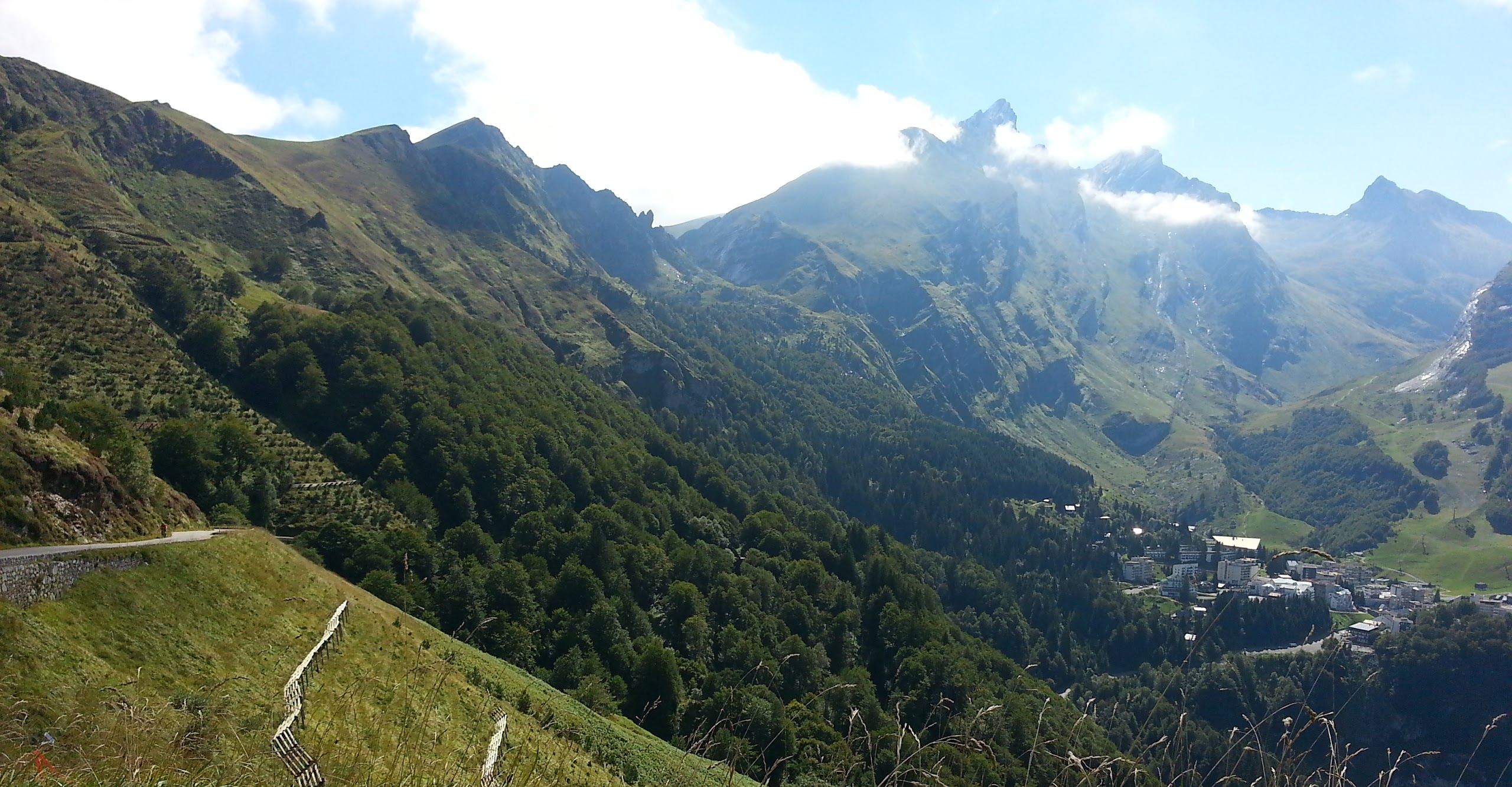
Les environs de Gourette offrent une possibilité de sentiers de randonnée très variés.

Sur les sentiers de randonnée en direction d'Anglas, peuvent être observés non loin les vestiges du "chemin de fer aérien" qui servait autrefois pour évacuer le minerais des mines d'Anglas. On peut suivre le cheminement des chariots entre les différents pylônes. Au lac d'Anglas, on peut encore observer certains baraquements, ainsi que des lieux d'extraction de minerai. Deux sont très bien visibles : une faille dans la roche, encore maintenue par des poutres de bois, et l'entrée d'une mine. Sont aussi toujours visibles les terrassements réalisés pour faire circuler les chariots, et sur certaines parties, les chemins de fer pour les guider.

## Climat
Gourette est l'une des rares stations des Pyrénées à proposer un dénivelé de plus de 1 000 mètres (entre 1 350 et 2 450 mètres), le tout régulièrement enneigé de novembre à avril ; en effet, le climat atlantique de cette partie occidentale des Pyrénées est très souvent neigeux lorsque les flux de nord-ouest se bloquent contre le haute muraille pyrénéenne. Alors que les Pyrénées espagnoles, à quelques kilomètres plus au sud, subissent des hivers secs le côté nord français est enseveli par de conséquentes chutes de neige. Certes des redoux, accompagnés de foehn "mangent" le manteau pendant quelques jours mais les chutes de neige reprennent rapidement et la station retrouve son aspect hivernal, même tard dans la saison.

## Cyclisme
La station a vu passer de nombreuses épreuves de cyclisme amateur ou professionnel.
En 1910, le 8e Tour de France cycliste passe pour la première fois par le col de l'Aubisque et Gourette, passage obligé dans une étape épuisante de Luchon à Bayonne.
Sur les chemins de montagne de l'époque, seuls cinq coureurs disposent d'un changement de vitesse, les autres grimpent en braquet fixe. Un seul coureur parvient au col du Tourmalet sans mettre pied à terre[réf. nécessaire].
La station se situe sur le trajet de la 16e étape du Tour de France 2007, un parcours de 218 kilomètres reliant Orthez à Gourette - Col d'Aubisque. Quatre ans plus tard, la ville est sur le passage de la 13e étape du Tour de France 2011 reliant Pau à Lourdes. Le Français Jérémy Roy y passe en tête.

## Projet
Depuis longtemps, on parle d'une possible union physique entre Gourette et Artouste. À noter qu'il existe déjà un itinéraire hors-piste qui permet de relier les deux stations de ski.